# Karl Friedrich August Lehmann

Karl Friedrich August Lehmann

Karl Friedrich August Lehmann (* 16. April 1843 in Zossen; † 8. April 1893 in Berlin) war ein deutscher Stenograf und Systemerfinder der Stenotachygraphie. 
Lehmann kam als Sohn eines Landwirts zur Welt. Er besuchte die Bürgerschule bis zu seinem 16. Lebensjahr und erhielt nebenher Unterricht in neueren Sprachen und in der Musik, beides Fächer, für die er eine besondere Begabung zeigte. Der Vater verstarb und der Stiefvater Lehmanns versagte ihm jegliche Bildung. Ende der 1860er Jahre gründete er eine Fabrik zur Herstellung von Damenstiefelabsätzen. Ab 1870 wandte er sich dem Schriftstellerfach zu. In die gleiche Zeit fällt auch seine Betätigung auf kurzschriftlichem Gebiet. Unsichere wirtschaftliche Verhältnisse und eine unglückliche Ehe verhinderten, dass er im Mittelpunkt der von ihm begründeten Kurzschriftschule bleiben konnte. Seine Anhänger wandten sich größtenteils gegen ihn, sodass Lehmann schließlich dem Verfolgungswahn nahe war. 1889 heiratete er ein zweites Mal, worauf sich seine Verhältnisse endlich verbesserten.